# 张乔林
张乔林（？—？），河南祥符（今河南开封）人，是一名清朝政治人物。
同治二年正月，接替翟鑅觀。擔任江蘇荆溪縣知縣。后由颜荣阶接任。张乔林曾于1864年接替曹益之任金山县知县一职，1866年由赵元昂接任。